# Vergisson
Vergisson is een gemeente in het Franse departement Saône-et-Loire (regio Bourgogne-Franche-Comté) en telt 247 inwoners (1999). De plaats maakt deel uit van het arrondissement Mâcon.

## Geografie
De oppervlakte van Vergisson bedraagt 5,7 km², de bevolkingsdichtheid is 43,3 inwoners per km².

## landschap
Vergisson ligt in een gebied dat heel wat sterren toevoegt aan de zuidelijke Bourgogne: de “Val Lamartinien”. De vallei wordt getypeerd door imposante kalkmassieven, hellingen met wijngaarden en de rotsen van Solutré en Vergisson. Vergisson ligt vlakbij wijndorpjes met klinkende namen als Pouilly, Solutré en Fuissé. Vergisson ligt dan ook op de wijnroute "suivez la grappe" van de Côtes du Mâconnais, te midden van de bekende wijngaarden van Pouilly-Fuissé.
De rotsen van Vergisson en Solutré werden geklasseerd als "Grand Site National", zoals dat ook het geval is voor de Mont St-Michel. Helemaal bovenaan in het dorp is er een fraai zicht op de rotsen van Vergisson en Solutré, de vallei van de Saône, de Bresse en het Jura gebergte met ver aan de horizon, jawel, de Mont-Blanc.
De onderstaande kaart toont de ligging van Vergisson met de belangrijkste infrastructuur en aangrenzende gemeenten.

## Demografie
Onderstaande figuur toont het verloop van het inwonertal (bron: INSEE-tellingen).